# Timo Perthel
Timo Perthel (Kaiserslautern, 1989. február 11. –) német korosztályos válogatott labdarúgó, a DSV Leoben játékosa.

## Statisztika
2015. október 26-i állapot szerint.
| Klub                   | Szezon   | Bajnokság | Bajnokság | Kupa     | Kupa  | Nemzetközi | Nemzetközi | Összesen | Összesen |
| Klub                   | Szezon   | Mérkőzés  | Gólok     | Mérkőzés | Gólok | Mérkőzés   | Gólok      | Mérkőzés | Gólok    |
| ---------------------- | -------- | --------- | --------- | -------- | ----- | ---------- | ---------- | -------- | -------- |
| SV Werder Bremen II    | 2008-09  | 32        | 2         | —        | —     | —          | —          | 32       | 2        |
| SV Werder Bremen II    | 2009-10  | 26        | 1         | —        | —     | —          | —          | 26       | 1        |
| SV Werder Bremen II    | 2010-11  | 4         | 0         | —        | —     | —          | —          | 4        | 0        |
| SV Werder Bremen       | 2008-09  | 1         | 0         | 0        | 0     | 0          | 0          | 1        | 0        |
| SV Werder Bremen       | 2009-10  | 0         | 0         | 0        | 0     | 0          | 0          | 0        | 0        |
| SV Werder Bremen       | 2010-11  | 0         | 0         | 0        | 0     | 0          | 0          | 0        | 0        |
| SK Sturm Graz          | 2010-1   | 20        | 0         | 2        | 0     | 0          | 0          | 22       | 0        |
| SK Sturm Graz          | 2010-11  | 25        | 1         | 1        | 0     | —          | —          | 26       | 1        |
| MSV Duisburg           | 2012-13  | 17        | 4         | 0        | 0     | —          | —          | 17       | 4        |
| Eintracht Braunschweig | 2013-14  | 11        | 0         | 1        | 1     | —          | —          | 12       | 1        |
| VfL Bochum             | 2014-15  | 26        | 0         | 1        | 0     | —          | —          | 27       | 0        |
| VfL Bochum             | 2015-16  | 0         | 0         | 0        | 0     | —          | —          | 0        | 0        |
| Összesen               | Összesen | 162       | 8         | 5        | 1     | 0          | 0          | 167      | 9        |

## Sikerei, díjai
- Sturm Graz
  - Osztrák bajnok: 2010-11